# Лейквей (Техас)
Лейквей (англ. Lakeway) — місто (англ. city) в США, в окрузі Тревіс штату Техас. Населення — 19 189 осіб (2020).

## Географія
Лейквей розташований за координатами 30°21′17″ пн. ш. 97°58′47″ зх. д. / 30.35472° пн. ш. 97.97972° зх. д. (30.354817, -97.979805).  За даними Бюро перепису населення США в 2010 році місто мало площу 27,34 км², з яких 26,35 км² — суходіл та 0,99 км² — водойми. В 2017 році площа становила 29,45 км², з яких 27,47 км² — суходіл та 1,98 км² — водойми.

## Демографія
Згідно з переписом 2010 року, у місті мешкала 11 391 особа в 4629 домогосподарствах у складі 3476 родин. Густота населення становила 417 осіб/км².  Було 5249 помешкань (192/км²).
Расовий склад населення:
| - 92,4 % — білих - 3,2 % — азіатів - 1,0 % — чорних або афроамериканців - 0,3 % — корінних американців - 1,1 % — осіб інших рас |

До двох чи більше рас належало 2,1 %. Частка іспаномовних становила 7,3 % від усіх жителів.
За віковим діапазоном населення розподілялося таким чином: 23,5 % — особи молодші 18 років, 58,6 % — особи у віці 18—64 років, 17,9 % — особи у віці 65 років та старші. Медіана віку мешканця становила 46,3 року. На 100 осіб жіночої статі у місті припадало 94,0 чоловіків;  на 100 жінок у віці від 18 років та старших — 91,9 чоловіків також старших 18 років.
Середній дохід на одне домашнє господарство  становив 151 889 доларів США (медіана — 113 672), а середній дохід на одну сім'ю — 172 919 доларів (медіана — 132 798). Медіана доходів становила 108 159 доларів для чоловіків та 61 833 долари для жінок. За межею бідності перебувало 3,7 % осіб, у тому числі 2,2 % дітей у віці до 18 років та 0,9 % осіб у віці 65 років та старших.
Цивільне працевлаштоване населення становило 6047 осіб. Основні галузі зайнятості: освіта, охорона здоров'я та соціальна допомога — 19,6 %, науковці, спеціалісти, менеджери — 17,8 %, фінанси, страхування та нерухомість — 11,9 %, виробництво — 9,1 %.